# 佩德羅·內爾·奧斯皮納
佩德羅·內爾·奧斯皮納（Pedro Nel Ospina，1858年9月18日—1927年7月1日），前哥倫比亞總統，1922年至1926年在任。他是前總統馬里亞諾·奧斯皮納·羅德里格斯之子。